# JPN (アルバム)
『JPN』（ジェイピーエヌ）は、Perfumeの通算4作目、3枚目のオリジナルアルバム。2011年11月30日に徳間ジャパンコミュニケーションズから発売された。

## 概要
前作『⊿』より2年4か月ぶりとなる、Perfumeの4thアルバム。初回限定盤（CD＋DVD）と通常盤（CDのみ）の2形態で、初回限定盤はスリーブケース仕様。
14曲のうちシングル曲が9曲と『Perfume〜Complete Best〜』を除いたアルバム作品としてはシングル曲の割合が最も多い。シングル曲が多く、かつ、それぞれの個性が強いことから、新曲はいずれも「歌もの」に近い仕上がりとなっており、過去作『GAME』における「GAME」、『⊿』における「edge」のようなテクノ色の強い新曲は収録されなかった。シングル曲のうち「レーザービーム」「GLITTER」はアルバム向けのアレンジが施されたほか、曲タイトルには表記されていないが、「ねぇ」や「不自然なガール」もシングル盤とはアレンジが若干異なっている。
過去作品では楽曲の完成・曲順の決定後にアルバムのタイトルを考案していたが、今作では楽曲の完成前にタイトルを決定する食事会が行われた。当初は「日本」をテーマに「漢字一文字でカッコいい文字」を考えており、Perfume(香水の意)を表す「香」に決まりかけていたところ、中田ヤスタカが「JPN」を提案し、その場で決定されたという。ちなみにあ～ちゃんは「厳」の文字を推していた。
初回限定盤のDVDには、初DVD収録となるシングル4曲のビデオクリップとTV-SPOTを収録。このうち「レーザービーム」のビデオクリップは東北地方太平洋沖地震(東日本大震災)発生により撮影が中止となったために、13thシングル「レーザービーム/微かなカオリ」の初回限定盤DVDではショートバージョンとなっていたが、8月中旬に改めて撮り直されてフルバージョンが初収録となった。また、「微かなカオリ」のビデオクリップは、オリジナルバージョンに加え、MUSIC ON! TVにて1日限定で放送された別バージョンの2種類が収録されている。
2012年3月6日から日本を除く全50ヶ国のiTunes Storeで配信されることが発表された。
また、同年4月からアジア6ヶ国（台湾/香港/韓国/シンガポール/マレーシア/タイ）で現地盤CDの発売とデジタル配信が順次開始される事がユニバーサルミュージック移籍第1弾シングル『Spring of Life』の発売と同時に発表された。
2011年11月度、プラチナ認定を受けた。

## チャート成績
女性グループでの3作連続アルバム首位は、2000年1/3付でSPEEDが『Carry On my way』（99年12月発売）で記録して以来11年11ヶ月ぶり。今作でPerfumeは05年9月のメジャーデビュー以来、自己最高の初週売上を記録し、『⊿』の初週21.1万枚を1.6万枚更新した。
チャート登場回数は42回。累計354,095枚のセールスを記録した。

## 収録曲

### CD
全作詞・作編曲: 中田ヤスタカ
| #         | タイトル                       | 作詞  | 作曲・編曲 | 時間 |
| --------- | ------------------------------ | ----- | ---------- | ---- |
| 1.        | 「The Opening」                |       |            | 1:12 |
| 2.        | 「レーザービーム (Album-mix)」 |       |            | 3:10 |
| 3.        | 「GLITTER (Album-mix)」        |       |            | 5:40 |
| 4.        | 「ナチュラルに恋して」         |       |            | 3:08 |
| 5.        | 「MY COLOR」                   |       |            | 5:04 |
| 6.        | 「時の針」                     |       |            | 2:30 |
| 7.        | 「ねぇ」                       |       |            | 4:27 |
| 8.        | 「微かなカオリ」               |       |            | 4:49 |
| 9.        | 「575」                        |       |            | 4:24 |
| 10.       | 「VOICE」                      |       |            | 4:13 |
| 11.       | 「心のスポーツ」               |       |            | 4:08 |
| 12.       | 「Have a Stroll」              |       |            | 4:36 |
| 13.       | 「不自然なガール」             |       |            | 3:59 |
| 14.       | 「スパイス」                   |       |            | 3:52 |
| 合計時間: | 合計時間:                      | 55:12 |            |      |

### DVD（初回限定盤のみ）
| #   | タイトル                                         | 作詞 | 作曲・編曲 |
| --- | ------------------------------------------------ | ---- | ---------- |
| 1.  | 「スパイス -Video Clip-」                        |      |            |
| 2.  | 「ナチュラルに恋して -Video Clip-」              |      |            |
| 3.  | 「レーザービーム -Video Clip FULL Ver.-」        |      |            |
| 4.  | 「微かなカオリ -Video Clip TV Ver.-」            |      |            |
| 5.  | 「微かなカオリ -Video Clip-」                    |      |            |
| 6.  | 「不自然なガール／ナチュラルに恋して -TV SPOT-」 |      |            |
| 7.  | 「VOICE -TV SPOT-」                              |      |            |
| 8.  | 「ねぇ -TV SPOT-」                               |      |            |
| 9.  | 「レーザービーム／微かなカオリ -TV SPOT-」       |      |            |
| 10. | 「スパイス -TV SPOT-」                           |      |            |

## タイアップ
- キリンチューハイ 氷結 CMソング（#2、3）
- NATURAL BEAUTY BASIC CMソング（#4、7）
- テレビ東京系テレビアニメ『こねこのチー』オープニングテーマ（#7）
- キリンチューハイ 氷結 やさしい果実の3% CMソング（#8）
- KDDI『iida LIGHT POOL』CMソング（#9）
- 『日産のお店で! キャンペーン』CMソング（#10）
- 『レコチョク』CMソング（#10）
- TBS系金曜ドラマ『専業主婦探偵〜私はシャドウ』主題歌（#14）